# アレクサンダー・キース・ジョンストン (1804年生の地理学者)

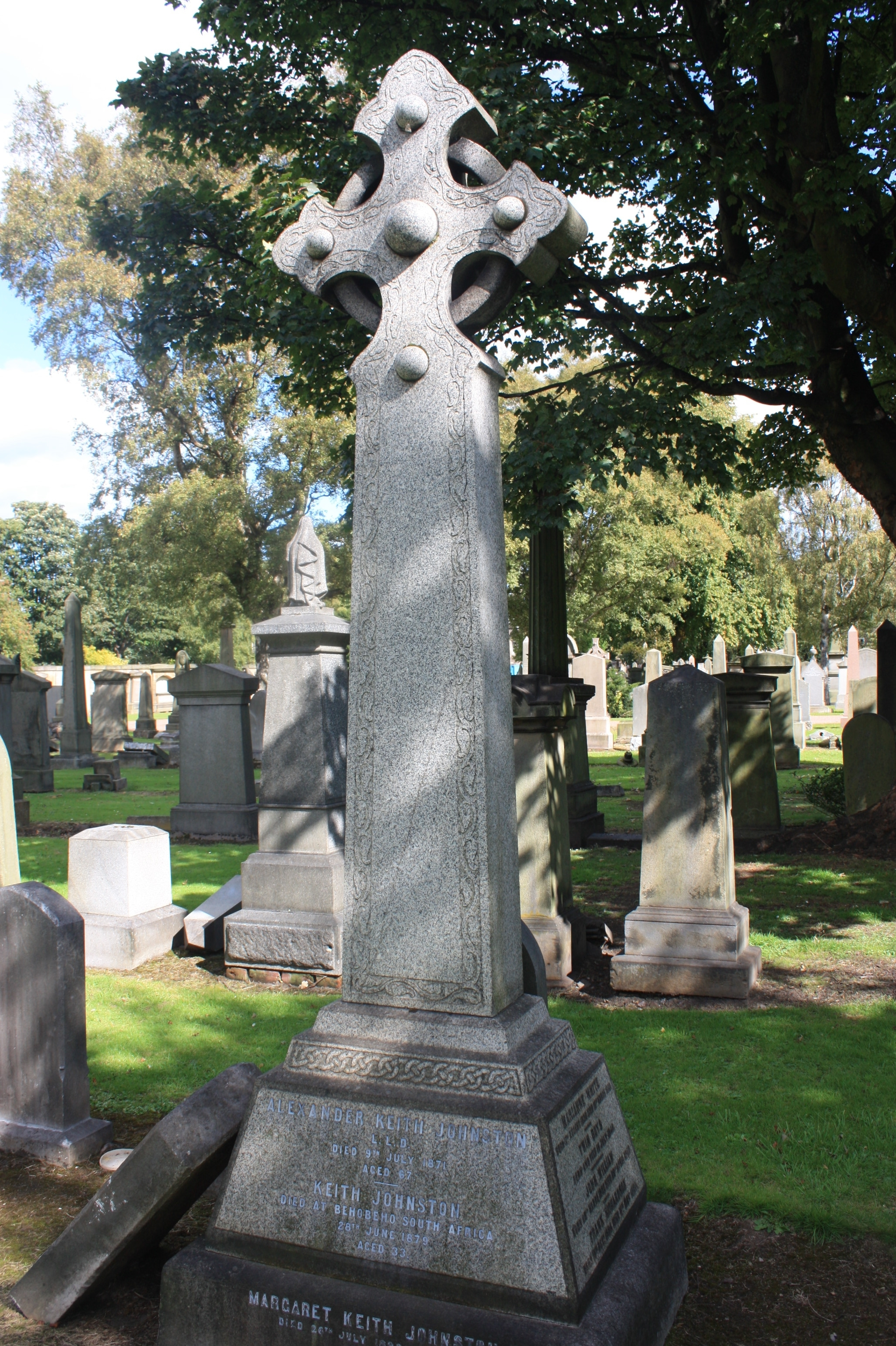
グランジ墓地にあるアレクサンダー・キース・ジョンストン父子の墓標。

アレクサンダー・キース・ジョンストン（Alexander Keith Johnston LLD、1804年12月28日 - 1871年7月9日）は、スコットランドの地理学者。

## 生涯
ジョンストンは、エディンバラの南に位置していたペニクイクに近いカークヒル (Kirkhill) で生まれた。父はアンドリュー・ジョンストン (Andrew Johnston)、母はイザベラ・キース (Isabel Keith) といった。また、兄弟のひとりは、トマス・ブランビー・ジョンストン (Thomas Brumby Johnston) といった。
エディンバラのロイヤル・ハイ・スクールを経て、エディンバラ大学に学び、エディンバラの印刷業者で、地区製作者であったジェイムズ・カークウッド (James Kirkwood) の徒弟となった。1826年、兄弟のひとりであったウィリアム（後に、サー・ウィリアム・ジョンストン (Sir William Johnston) としてエディンバラ市長を務める）が始めた印刷事業に加わり、地図製作事業 W. and A. K. Johnston を興した。以降、ジョンストンは、地理学に人生を捧げ、特に後年には、教育面に力を入れた。彼の功績は、当時の欧米の主導的な学協会に認められた。
彼は、1837年にメアリ・グレイ (Mary Grey) と結婚した。
彼は、1849年には、エディンバラ王立協会のフェローに選ばれた。1862年には、スコットランド気象学会の創設メンバーのひとりとなった。
から1871年に、ヨークシャーのベン・ライディングで死去した。亡骸は、エディンバラのグランジ墓地 (Grange Cemetery) の北西の一角に埋葬された。

## おもな著書
ジョンストンの地理学への関心は早くから始まっていたが、最初の重要な著書は『National Atlas of General Geography』で、この出版によって彼は1843年に「Geographer Royal for Scotland」に任じられた。ジョンストンは、自然地理学への関心をイングランドにもたらした最初の人物であった。彼は、アレクサンダー・フォン・フンボルトが提起した諸問題に関心を寄せ、1848年には『Physical Atlas』を、1856年には増補を加えたその第2版を刊行した。この著書は、地図に、活版印刷による解説を加えたもので、地球全域の地質学、水路学、気象学、植物学、動物学、民族学を表現したものであった。
ジョンストンは、1850年に『Dictionary of Geography』を刊行に、以降版を重ねた。『The Royal Atlas of Modern Geography』は、1855年に始まった。また、1848年以降は、アリソンの『History of Europe』に、付録の軍事地理学地図帳を作成した。そのほかにも様々な教育、学術目的の地図帳や地図を製作した。彼はまた、『School Atlas of Astronomy』と題した天文学の書籍も1856年に刊行した。

## 家族
同名の息子アレクサンダー・キース・ジョンストン（1844年 - 1879年）も、様々な地理学書や論文等を書いた。彼は、1873年から1875年にかけて、地理学者としてパラグアイにおける測量調査の仕事にあたった。その後、彼は、王立地理学会が派遣したニアサ湖（マラウイ湖）への遠征隊を率いることとなったが、その途上で、南アフリカ（現在のタンザニア）のベホベホ (Beho Beho) において死亡した。ジョンストンの名は、父の墓標に、併せて刻まれた。